# Chelodina burrungandjii
La tortuga de cuello de serpiente de Arnhem (Chelodina burrungandjii) es una especie de tortuga del género Chelodina, perteneciente a la familia Chelidae que habita en agua agua dulce. Fue descrita científicamente por Thomson, Kennett & Georges en 2000.

## Distribución
Se encuentra en	Australia (Tierra de Arnhem).